# EasyMile EZ10
EasyMile EZ10 — автономный электробус, разработанный и выпускаемый компанией EasyMile. В него вмещаются до 6 пассажиров, 4 из них могут ехать стоя. Дополнительно установлено инвалидное кресло. EZ10 эксплуатируется[когда?] в 30 городах и 16 странах.

## История
Компания EasyMile SAS, разрабатывающая и выпускающая автономные транспортные средства, была основана в июне 2014 года. Формально это совместное предприятие, созданное компаниями Ligier и Robosoft Technology PTE Ltd.
EZ10 разрабатывался университетом Клермон-Овернь в рамках проекта VIPAFLEET FUI с 2012 по 2015 год. В разработке принимала участие компания CityMobil2, совместно финансируемая седьмой рамочной программой ЕС по развитию научных исследований и технологий (FP7). В январе 2017 года компания Alstom инвестировала в Easymile 14 миллионов евро, и две компании подписали соглашение о коммерческом партнёрстве. А в июле 2017 года инвестиции вложила немецкая компания Continental AG.

## Происшествия
В июле 2019 года в штате Юта пассажир упал с сиденья из-за внезапной остановки автобуса, что побудило компанию установить предупреждающие знаки и снизить максимальную скорость транспортных средств. В феврале 2020 года в Колумбусе пассажир упал с сиденья из-за аварийной остановки автобуса на скорости 11 км/ч, что побудило Национальное управление безопасностью движения на трассах приостановить обслуживание автобусов EasyMile по всей стране (в 10 штатах) на время расследования инцидента.

## Эксплуатация
EasyMile EZ10 эксплуатируется[когда?] в Нидерландах, Северной Америке, Тайване, Эстонии, Франции, США и Норвегии. Возможна эксплуатация и в других странах.

## Галерея

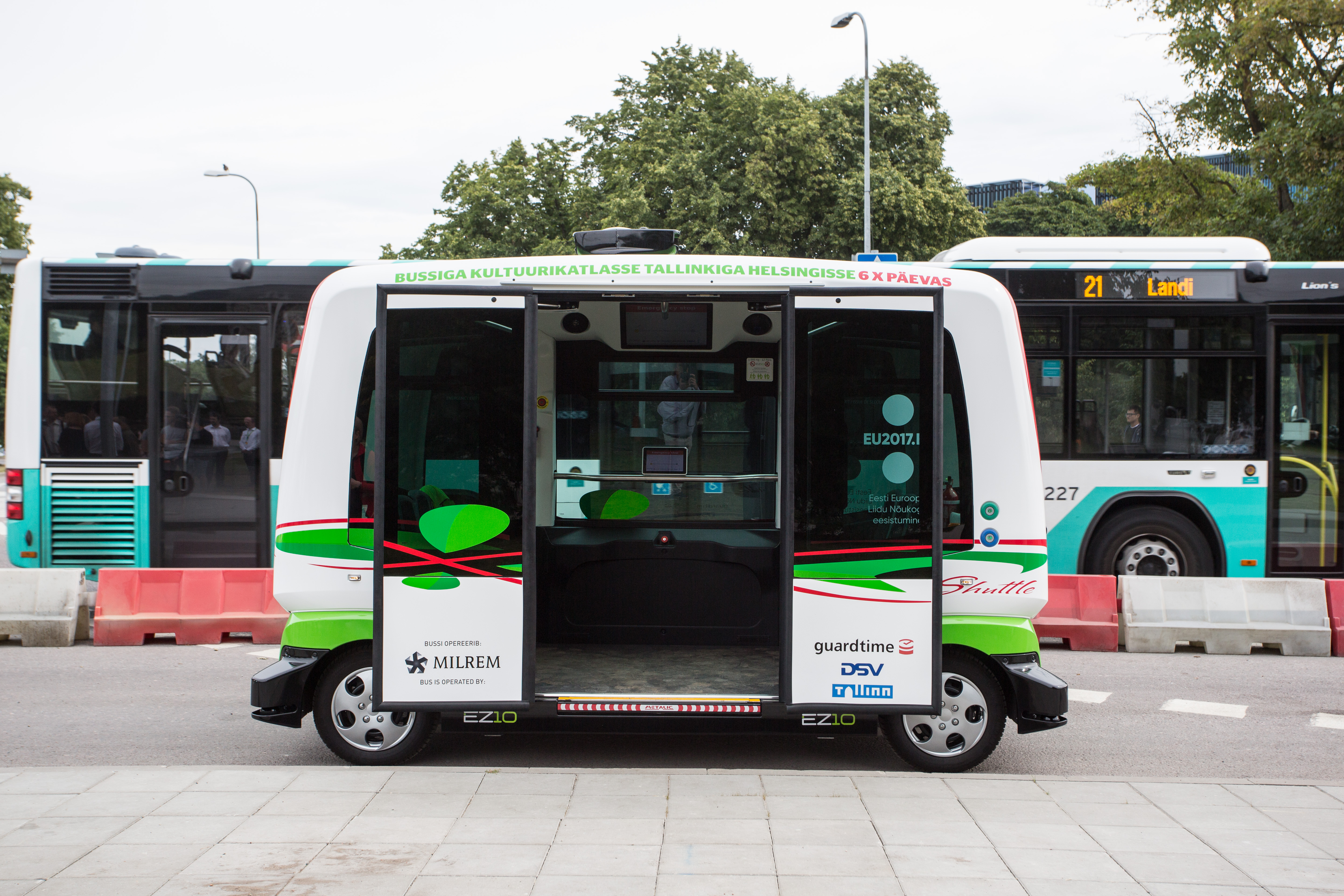
EasyMile EZ10 в Таллине
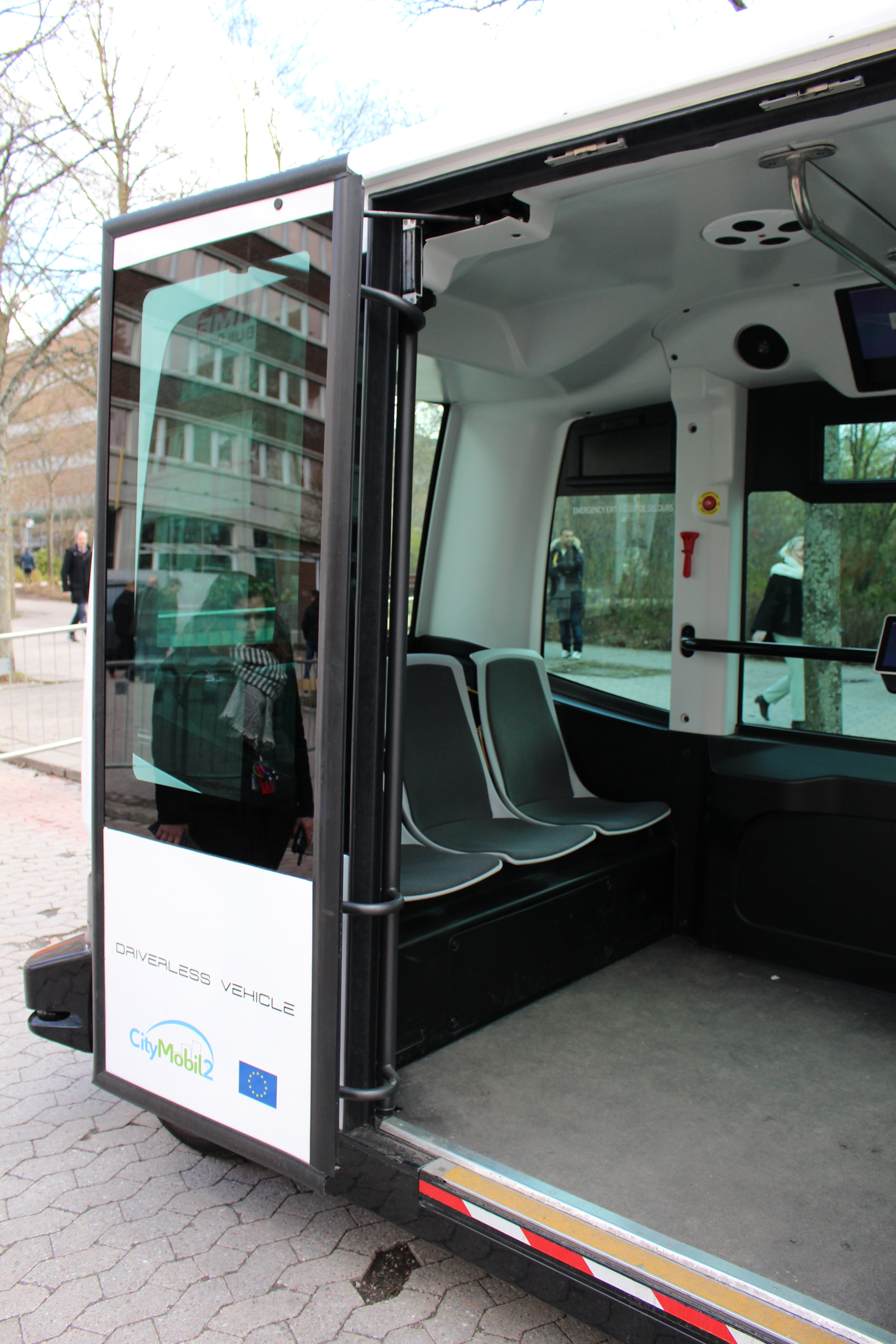
Салон автобуса
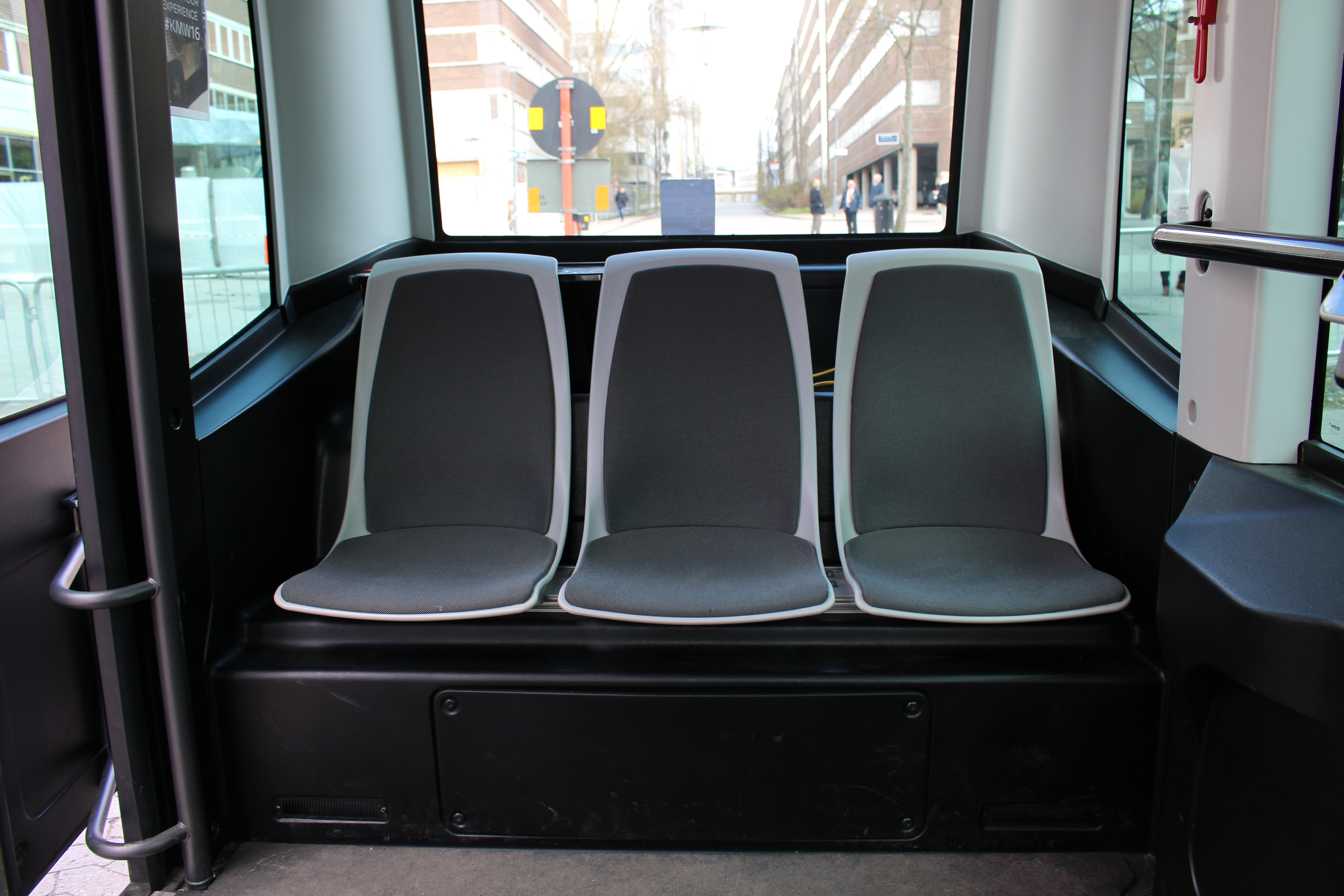
Салон, вид назад